# 卡西比萊河
卡西比萊河是意大利的河流，位於西西里島東南部，河道全長30公里，發源自帕拉佐洛阿克雷伊德，最終在阿沃拉注入愛奧尼亞海。
36°56′52″N 15°11′24″E / 36.9478°N 15.19°E